# مقایسه بین قالب‌های کتاب الکترونیک
در ادامه مقایسه‌ای بین فرمت کتاب‌های الکترونیک که برای ایجاد و انتشار کتاب الکترونیک استفاده می‌شوند خواهیم داشت.

## شرح فرمت‌ها
فرمت‌های موجود به شرح زیر است ولی به همین تعداد محدود نمی‌شود:

### داک
| فرمت:               | Microsoft Word    |
| منتشر شده به عنوان: | .DOC              |
| کتابخوان:           | نرم‌افزار آفیس ورد |

### داکس
| فرمت:               | Microsoft Word(XML) |
| منتشر شده به عنوان: | .DOCX               |
| کتابخوان:           | نرم‌افزار آفیس ورد   |

### ای‌پاب
| فرمت:               | IDPF/EPUB                                                                                   |
| منتشر شده به عنوان: | .EPUB                                                                                       |
| کتابخوان:           | انواع نرم‌افزارهای کتابخوان مانند کیندل فایر آمازون دستگاه‌های اندروید، آی او اس و ویندوز فون |

### زبان نشانه گذاری ابرمتن
| فرمت:               | Hypertext                                               |
| منتشر شده به عنوان: | .htm; .html. و معمولاً به همراه فایل‌های تصویر و js و css |
| کتابخوان:           | انواع مرورگرها مانند فایرفاکس، کروم اپرا و ...          |

### فایل‌های متنی ساده
| فرمت:               | text                     |
| منتشر شده به عنوان: | .txt                     |
| کتابخوان:           | نرم‌افزارهایی مانند نوتپد |

### آر تی اف
| فرمت:               | Rich Text Format            |
| منتشر شده به عنوان: | .rtf                        |
| کتابخوان:           | نرم‌افزارهایی مانند آفیس ورد |

### آوا[۱]
| فرمت:               | فایل باینری فراکتاب (آوابوک) |
| منتشر شده به عنوان: | .ava                         |
| کتابخوان:           | کتابخوان فراکتاب             |

### پی دی اف
| فرمت:               | Portable Document Format |
| منتشر شده به عنوان: | .pdf                     |
| کتابخوان:           | نرم‌افزار ادوبی ریدر و... |

## جدول مقایسه

### امکانات
| فرمت                    | پسوند نام پرونده | پشتیبانی از مدیریت حقوق دیجیتالی | پشتیبانی از تصویر | پشتیبانی از جدول | پشتیبانی از صوت | پشیبانی از تعامل کاربر | پشتیبانی از شکست متن | پشتیبانی از استاندارد باز | پشتیبانی از یادداشت‌نویسی در میان فایل | نشانه گذاری | پشتیبانی از فیلم |
| ----------------------- | ---------------- | -------------------------------- | ----------------- | ---------------- | --------------- | ---------------------- | -------------------- | ------------------------- | ------------------------------------- | ----------- | ---------------- |
| داک                     | .doc             | ?                                | آری               | آری              | ?               | ?                      | آری                  | نه                        | ?                                     | ?           | ?                |
| داکس                    | .docx            | ?                                | آری               | آری              | آری             | ?                      | آری                  | آری                       | ?                                     | ?           | آری              |
| ای‌پاب                   | .epub            | آری                              | آری               | آری              | آری             | آری                    | آری                  | آری                       | آری-نه                                | آری-نه      | آری              |
| زبان نشانه‌گذاری ابرمتنی | .html            | آری                              | آری               | آری              | آری             | نه                     | آری                  | آری                       | نه                                    | نه          | آری              |
| کیندل                   | .azw             | آری                              | آری               | آری              | آری             | آری                    | آری                  | نه                        | آری                                   | آری         | آری              |
| نوشته ساده              | .txt             | نه                               | نه                | نه               | نه              | نه                     | آری                  | آری                       | نه                                    | نه          | نه               |
| آوا                     | .ava             | آری                              | آری               | نه               | آری             | نه                     | آری                  | نه                        | آری                                   | آری         | نه               |
| پی‌دی‌اف                  | .pdf             | آری                              | آری               | آری              | آری             | آری                    | آری-نه               | آری                       | آری                                   | آری         | آری              |